# Hillclimbing

Hillclimbing in den USA, 1940, (Harley-Davidson WLD)

Hillclimbing ist eine Motorradsportart, welche im schweren Gelände durchgeführt wird. Bei Hillclimbing handelt es sich um eine in den Vereinigten Staaten in den 1920er Jahren entwickelte Motorradsportart, deren Ziel es ist, einen steilen Berg oder Hang zu bezwingen. Die benötigte Zeit spielt dabei nur eine Rolle, wenn das Ziel von mehreren Fahrern erreicht wird. Wenn der Berg nicht bezwungen wird, gewinnt der Fahrer, der am höchsten kommt.
Meist werden beim Hillclimbing verschiedene Kategorien gefahren, wie Fun oder Cross. Das Hillclimbing hat auch in Europa Fuß gefasst. So werden jährlich in Obersaxen (Schweiz) (Europameisterschaft), bis 2004 am Teufelsberg in Rachau (Österreich), in Andler/Schönberg (Belgien), Mühldorf (Österreich), Scharfenstein (Deutschland) sowie in Frankreich Hillclimbing-Wettkämpfe veranstaltet.